# NK Budućnost Šiškovci
NK Budućnost Šiškovci je nogometni klub iz Šiškovaca.
Nogomet se u Šiškovcima počeo igrati prije 60 godina, ali nije bilo kluba, nego su se seoski momci ljeti okupljali i odigravali prijateljske utakmice s okolnim mjestima, najčešće se nazivajući NK Jadran.1966. godine održana je osnivačka skupština nogometnog kluba koji se nazvao NK Budućnost. Prvu službenu utakmicu Šiškovčani su odigrali u Soljanima gdje su visoko poraženi. NK Budućnost se danas natječe u 1. ŽNL Vukovarsko-srijemskoj.